# Jean-Luc Bilodeau
Jean-Luc Bilodeau (Vancouver, Columbia Británica; 4 de noviembre de 1990) es un actor canadiense que ha estado actuando desde 2004. Más conocido por el papel de Josh Trager en el programa del canal ABC Family Kyle XY, Bilodeau también ha aparecido en películas y series de televisión como Ill Fated, Trick 'r Treat, 16 Wishes, No Ordinary Family y Best Player. A su vez, apareció en el video musical de Emmalyn Estrada «Don't Make Me Let You Go» e interpretó a Jeremy en la película LOL (2012). Su mayor éxito hasta el momento fue  protagonizar la comedia de ABC Family Baby Daddy, en la que interpreta a Ben.

## Biografía
Bilodeau es hijo de Raymond y Barbara Bilodeau y tiene una hermana, Danielle, quien es una agente de talentos en Vancouver. Mide 1,74m. De joven vivió en Surrey (Columbia Británica) Canadá, lo que le permitiío asistir al rodaje de la serie Kyle XY, el cual se encontraba en Vancouver. Antes de convertirse en actor, fue bailarín durante nueve años, aunque abandonó el baile debido a su apretada agenda con la actuación. Estudió en la Holy Cross Regional High School, una escuela católica privada, pero no se le daban muy bien los estudios y volvió a la actuación.

## Vida privada
Tuvo una relacíon con Emmalyn Estrada, cantante canadiense, durante más de tres años (2010-2013). Por ello, se puede ver a Bilodeau en el videoclip de la canción Don't Make Me Let You Go.
En la actualidad reside en Los Ángeles. Le encanta el yoga, el hockey sobre hielo y el snowboard. Tiene un tatuaje en su brazo izquierdo que representa la mitad de una hoja de arce y la otra mitad de un lirio, debido a su origen franco-canadiense.
A día de hoy, tiene una muy buena amistad con la actriz Chelsea Kane con la que comparte rodaje en la serie Baby Daddy.

## Carrera
Sus primeros pasos en el mundo de la televisión fueron en el papel de Josh Trager en la serie Kyle XY, entre 2006 y 2009. Se lanzó más tarde a la gran pantalla con la película de terror de Michael Dougherty Trick 'r Treat, donde interpretó a Schrader. Continuó su carrera cinematográfica con la película original de Disney 16 Wishes (2010), donde interpreta a Jay. Además, personificó a Ash en la película original de Nickelodeon Best Player. También estuvo en el elenco de Piranha 3D y LOL.
Desde el 20 de junio de 2012, interpreta el papel principal de Ben en la serie Baby Daddy. Bilodeau fue nominado por esta serie a mejor actor en una series de televisión del verano en los Teen Choice Awards 2012.

## Filmografía
| Año  | Título            | Personaje       |
| ---- | ----------------- | --------------- |
| 2004 | I'll Fated        | Joven Bobby     |
| 2007 | Trick 'r Treat    | Schrader        |
| 2009 | Spectacular!      | Chico           |
| 2010 | 16 Wishes         | Jay Kepler      |
| 2010 | Strange Brew      | Michael         |
| 2011 | Best Player       | Ash             |
| 2012 | LOL               | Jeremy          |
| 2012 | Piranha 3DD       | Josh            |
| 2013 | Love Me           | Harry Townsend  |
| 2014 | La decisión Amish | Samual          |
| 2015 | All in Time       | Clark           |
| 2015 | Casa Vita         | Early Lindstrom |

| Año       | Título                         | Rol            | Notas                                           |
| --------- | ------------------------------ | -------------- | ----------------------------------------------- |
| 2006–2009 | Kyle XY                        | Josh Trager    | Elenco principal, serie de TV (43 episodios)    |
| 2008      | Supernatural                   | Justin         | Invitado 1 episodio, serie de TV The CW         |
| 2009      | The Troop                      | Lance Donovan  | Invitado 1 episodio, serie de TV Nickelodeon    |
| 2010      | No Ordinary Family             | Bret Martin    | Invitado 2 episodios, serie de TV               |
| 2011      | R.L. Stine's The Haunting Hour | Eric           | Invitado 2 episodios, serie de TV               |
| 2012–2017 | Baby Daddy                     | Ben Wheeler    | Protagonista, serie de TV Freeform              |
| 2015      | Girlfriends' Guide to Divorce  | Adam           | Invitado 1 episodio, serie de TV                |
| 2019–2020 | Carol's Second Act             | Daniel Kutcher | Elenco principal, serie de TV (18 episodios)    |
| 2023      | The Holiday Shift              | Ronnie         | Invitado 2 episodios, serie de TV (temporada 1) |